# Zeven wonderen van Leuven

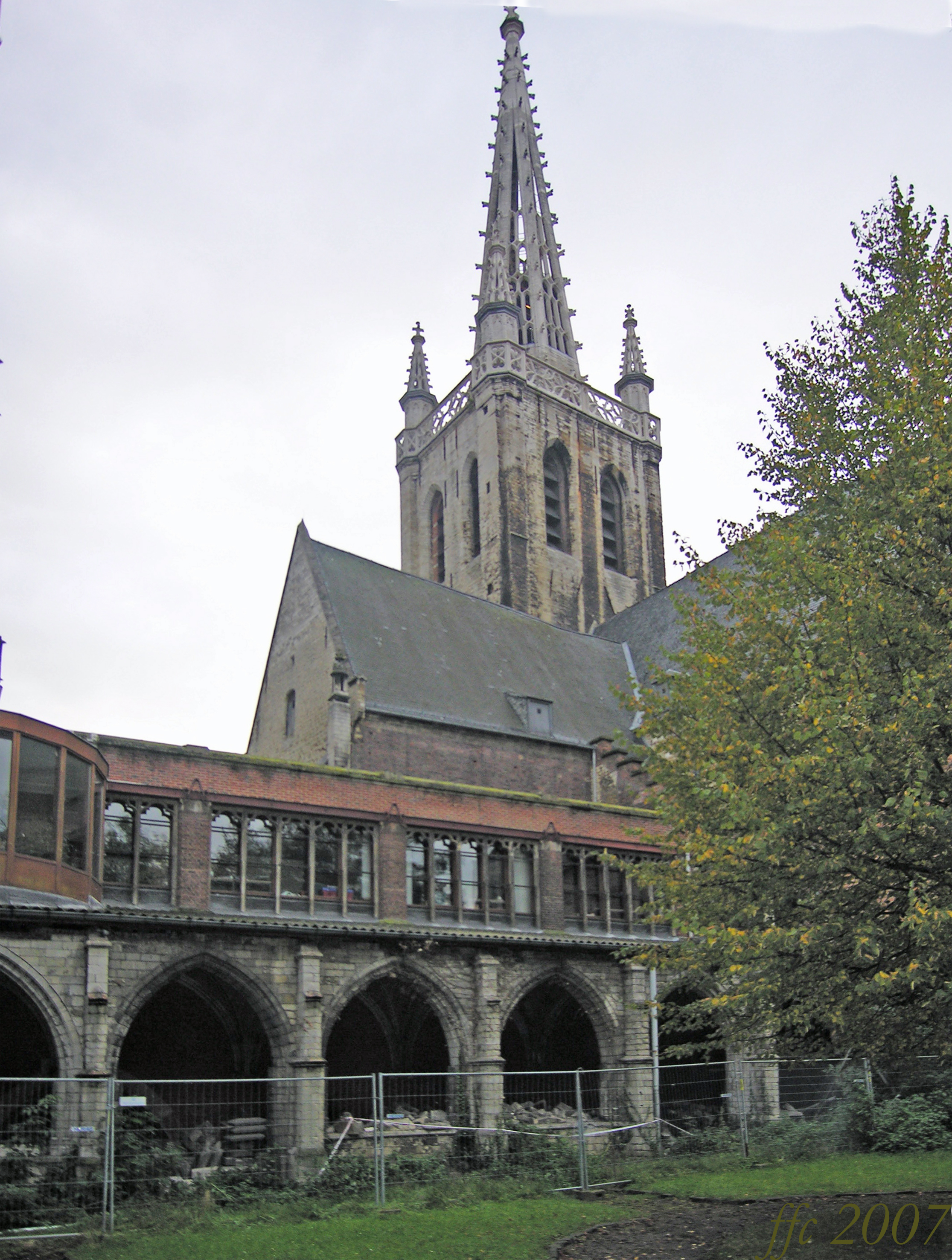
De toren zonder nagels van de Sint-Geertruikerk

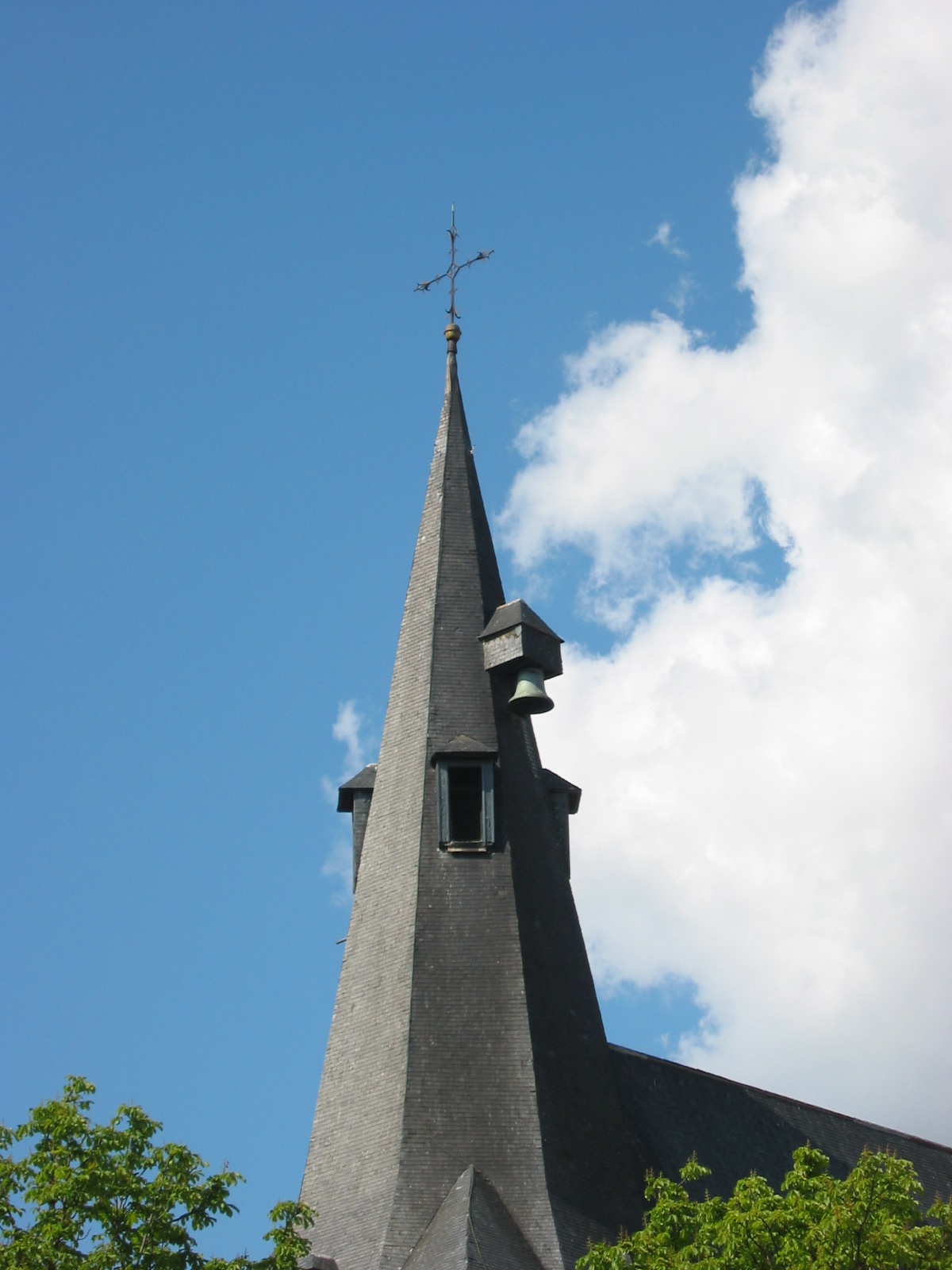
De klok van de Sint-Jakobskerk

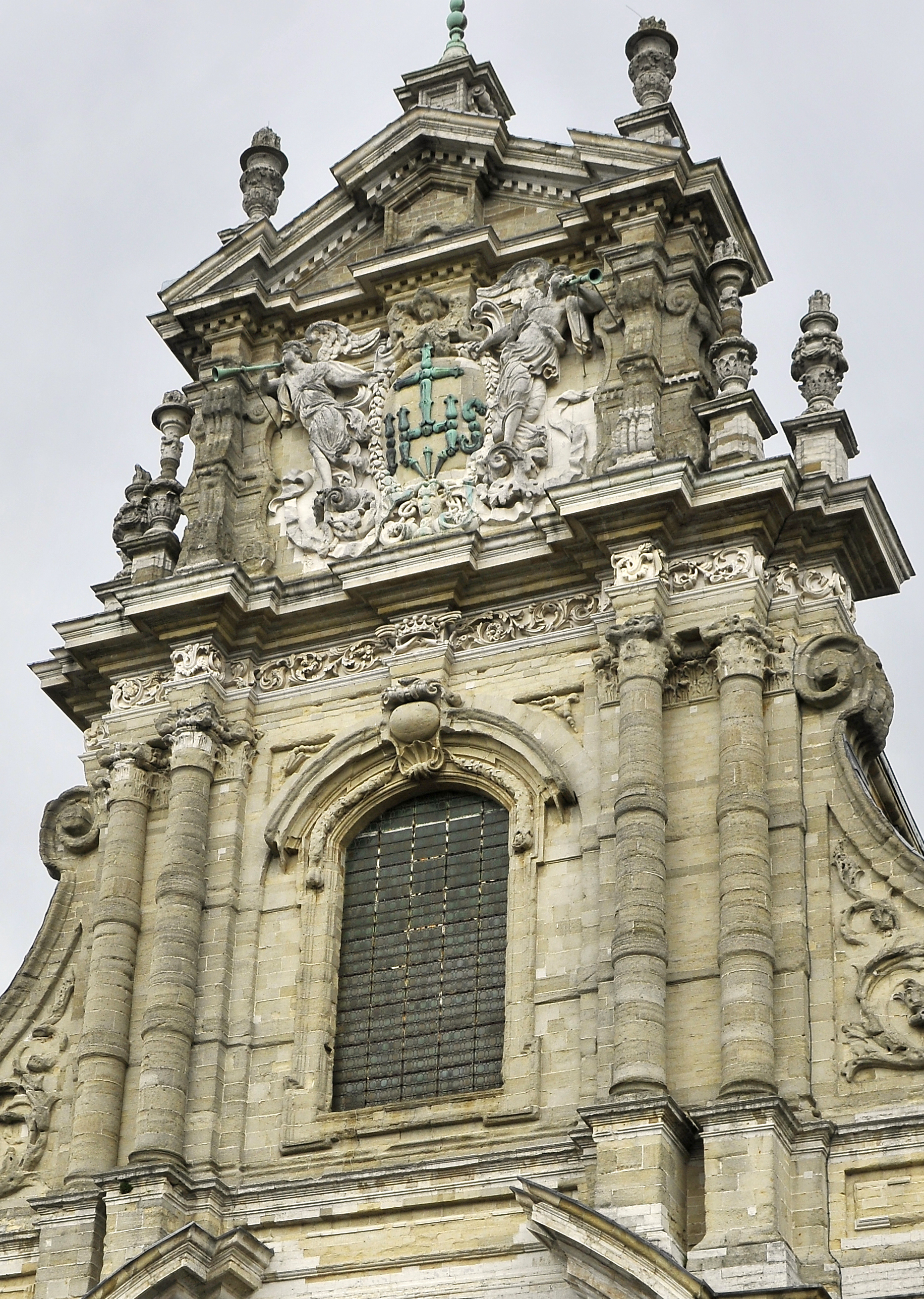
Het altaar buiten de kerk, de gevel van de nieuwe Sint-Michielskerk

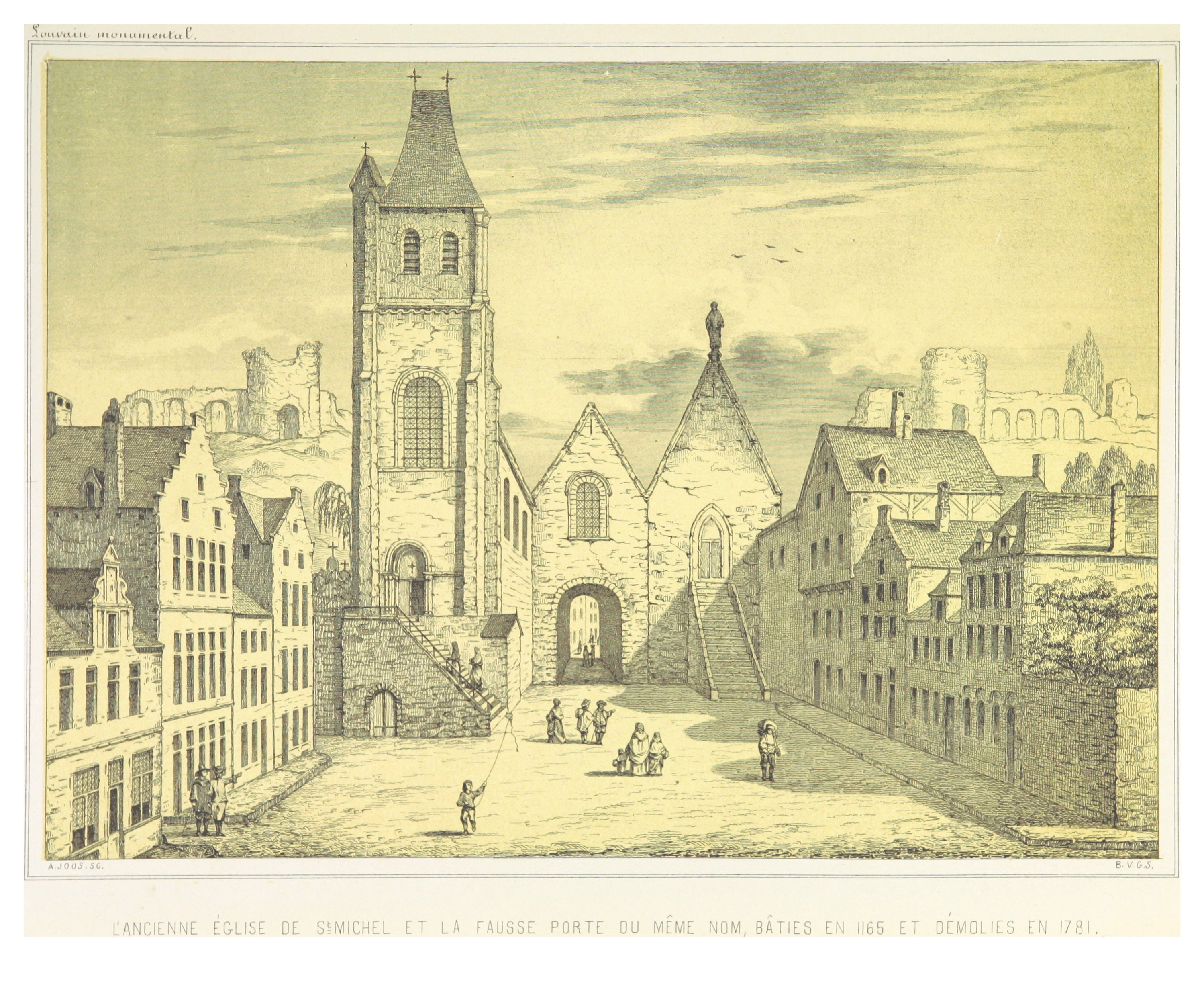
De levenden lopen onder de doden, de oude Sint-Michielskerk en de poort ernaast

Vanaf de zeventiende eeuw werden in Leuven enkele bezienswaardigheden verheven tot zeven wonderen. Al in de oudheid stond het getal zeven in hoog aanzien, zoals de zeven wereldwonderen van de antieke wereld getuigen. Geïnspireerd door de renaissance werd tijdens de zestiende eeuw alsmaar vaker teruggegrepen naar de mythische waarde van dit getal. In het hertogdom Brabant kwam dit in 1646 tot een hoogtepunt, toen Erycius Puteanus in Brussel op zoek ging naar allerlei zeventallen. Daarna werden ook in Leuven zeven wonderen gezocht, aansluitend bij de zeven legendarische adellijke geslachten van de stad.
In de negentiende eeuw was de traditie tanende. Slechts enkele oudere inwoners kenden de zeven wonderen nog, waarvan er verschillende intussen al verdwenen waren. Daarom besloot Edward Van Even in 1851 ze op te tekenen. De zeven wonderen die hij oplijstte worden hier weergegeven. Toch waren er ook andere versies in omloop. In de lijst hieronder komt de Sint-Michielskerk voor, maar zij ontbreekt bij de wonderen die Alphonse Everaerts in zijn onuitgegeven Recueil des tombes et épitaphes à Louvain et dans les environs uit 1887 geeft. In plaats daarvan is 'het gazon zonder gras' een Leuvens wonder. Volgens een legende was namelijk bij het klooster van de kartuizers een stuk gras onvruchtbaar geworden omdat joden er de hosties gooiden die ze uit de Sint-Jakobskerk hadden gestolen. Andere auteurs noemen dan weer de 'torens binnen de kerk' een wonder. Dit slaat op de sacramentstorens in de Sint-Jakobskerk en de Sint-Pieterskerk.
In 1851 bestonden nog vier van de zeven wonderen. Vandaag kunnen alleen de eerste drie nog in Leuven worden teruggevonden.
Andre Smeyers stelde in 1948 in Leuven vroeger en nu dat de uit het Leuvense straatbeeld verdwenen wonderen plaatsgemaakt hadden voor nieuwe wonderen, zoals de universiteitsbibliotheek. In 1975 publiceerde de Leuvense Gidsenbond een lijst van zeven wonderen uit de twintigste eeuw, waarvan een aangepaste versie een jaar later verscheen.

## De toren zonder nagels
Toen de torenspits van de abdij- en parochiekerk Sint-Geertrui in 1453 voltooid werd, gebeurde dit zonder dat er ook maar één spijker aan te pas kwam. Hij is namelijk volledig van arduin. En omdat architect Jan van Ruysbroeck geen leien of hout gebruikt had, waren er geen spijkers nodig. Aangezien dit zo bijzonder was, beweerden Leuvenaars ook weleens dat de toren door "kabotermannekens" gebouwd was.

## De klok buiten de toren
Een andere bijzonderheid is een van de klokken van de Sint-Jakobskerk. Al zeker sinds 1478 hangt er aan deze kerk namelijk een klok buiten de toren. Op die manier zouden de parochianen het luiden van het uur beter kunnen horen. In de volksmond vormden zich rond deze bijzonderheid allerlei legendes. Molanus schrijft in zijn geschiedenis van Leuven uit de zestiende eeuw dat toen verteld werd dat de klok niet gewijd was en daardoor niet in de toren mocht hangen. De geseculariseerde versie van dit verhaal vertelt dan weer dat de klok een schenking van de socialisten was, zodat ze niet in de kerk mocht hangen.

## Het altaar buiten de kerk
Het derde en laatste nog bestaande wonder is de voormalige jezuïetenkerk in de Naamsestraat, nu de Sint-Michielskerk. Pater Willem Van Hees, de ontwerper, schiep een waar barok kunstwerk. "Deze kerk is, naer de eenparige getuigenis der reizigers, de schoonste van al de kerken welke de Jesuiten, niet slechts in België, maer tevens in geheel Europa en America, gesticht hebben," bejubelde Van Even haar. De gelijkenis met een altaar zou zo frappant zijn —zelfs de H. Hostie is bovenaan afgebeeld— dat dit een waar 'altaar buiten de kerk' is. Ook valt de kerk erg op tussen de vele gotische kerken van Leuven.

## De levenden lopen onder de doden
Tot in 1781 was dit wonder te bezichtigen aan de Hoelstraatpoort, een van de poorten van de oudste Leuvense omwalling, in de Tiensestraat. Op deze omwalling, en deels ook op de poort, stond de oude Sint-Michielskerk. 
Zoals gebruikelijk werden er in de kerk zelf vele vooraanstaande personen begraven. Daar deze mensen dus boven op de poort begraven lagen, ging iedereen die er passeerde onder de doden door.

## Mensen lopen onder boomwortels
Ook de tweede omwalling van Leuven had zijn wonder. Op de Groefpoort - later Tervuursepoort - groeiden zeven olmen. Hier kon men dus onder de bomen doorlopen. De poort werd echter gedeeltelijk afgebroken in 1807 en 1829. In 1851 restten er nog enkele overblijfselen, maar sindsdien is dit wonder volledig verdwenen.

## Het water dat stroomopwaarts stroomt
Dit wonder hangt samen met de legende van het Fiere Margrietje. Volgens de legende dreef het lijk van Margriet stroomopwaarts op de Dijle. Dit was echter perfect mogelijk. De Dijle splitst zich in Leuven in vele armen, meestal uitgerust met sluizen. Door het spel van deze sluizen kon aan het Oratoriënhof het water stroomopwaarts stromen. De arm waarlangs dit gebeurde is echter later gedempt.

## De toren lager dan de kerk
Het laatste wonder was weer te vinden aan een kerk. De barokke kerk uit de zeventiende eeuw van het klooster van de Ongeschoeide Karmelietessen of Theresianen in de Tiensestraat had namelijk geen toren. De klokkentoren bevond zich boven de sacristie en kwam nauwelijks hoger dan de nok van het dak. In 1783 werd het klooster opgeheven en als kazerne gebruikt. De gebouwen werden in 1808 verkocht en afgebroken.